# Мён (коммуна)
Мён (фр. и окс. Mun) — коммуна во Франции, находится в регионе Юг — Пиренеи. Департамент — Верхние Пиренеи. Входит в состав кантона Пуйастрюк. Округ коммуны — Тарб.
Код INSEE коммуны — 65326.

## География
Коммуна расположена приблизительно в 640 км к югу от Парижа, в 105 км западнее Тулузы, в 18 км к востоку от Тарба.
На востоке коммуны протекает река Ашелла (фр. Achella).

## Климат
Климат умеренно-океанический с солнечной тёплой погодой и обильными осадками на протяжении практически всего года.

## Население
Население коммуны на 2010 год составляло 109 человек.
| 1962 | 1968 | 1975 | 1982 | 1990 | 1999 | 2010 |
| ---- | ---- | ---- | ---- | ---- | ---- | ---- |
| 114  | 106  | 98   | 96   | 89   | 92   | 109  |

## Администрация
| Период | Период | Фамилия     | Партия | Примечания |
| ------ | ------ | ----------- | ------ | ---------- |
| 2001   | 2014   | Дидье Фурке |        |            |
| 2014   | 2020   | Жаклин Бери |        |            |

## Экономика
В 2010 году среди 59 человек трудоспособного возраста (15-64 лет) 41 были экономически активными, 18 — неактивными (показатель активности — 69,5 %, в 1999 году было 64,9 %). Из 41 активных жителей работали 38 человек (20 мужчин и 18 женщин), безработных было 3 (3 мужчин и 0 женщин). Среди 18 неактивных 5 человек были учениками или студентами, 10 — пенсионерами, 3 были неактивными по другим причинам.